# Lesina (Třebeň)
Lesina (németül: Hart) Třebeň településrésze Csehországban a Karlovy Vary-i kerület Chebi járásában. Központi községétől 2,5 km-re keletre fekszik. A 2001-es népszámlálási adatok szerint 5 lakóháza és 20 lakosa van.